# PediaPress
PediaPress je německá firma poskytující tisk na požádání. Provozuje online službu umožňující tvorbu tištěných knih z obsahu na webových serverech typu wiki.
Podle německé verze časopisu PC World si firma za knihu účtuje 8 eur za prvních sto stran a 3 eura za každých dalších sto.
Od prosince 2007 je firma partnerem nadace Wikimedia Foundation, takže nabízí možnost tisku knih vytvořených z článků Wikipedie, Wikizdrojů a dalších projektů nadace. Nadace Wikimedia by měla od firmy získávat 10 % výnosů.